# Massacro del 18 marzo
Il massacro del 18 marzo fu un massacro che ebbe luogo il 18 marzo 1926, durante dimostrazioni contro i signori della guerra e l'imperialismo, a Pechino, in Cina. La data, il 18 marzo, fu definita dallo scrittore cinese Lu Xun il "giorno più buio dalla fondazione della Repubblica".

## Retroscena
Nel novembre del 1925 scoppiò la guerra anti-Fengtian nella Cina settentrionale tra il Guominjun sostenuto dai sovietici e la cricca del Fengtian appoggiata dai giapponesi. All'inizio del 1926 la guerra stava andando male per il Guominjun e, l'8 marzo, bloccarono e minarono il porto di Dagu in difesa di Tientsin. Il 12 marzo una nave da guerra giapponese bombardò i forti Taku a sostegno dell'offensiva del Fengtian, uccidendo diverse truppe del Guominjun a guardia dei forti. Per rappresaglia, le truppe del Guominjun spararono e cacciarono la nave da guerra dal porto di Tanggu. L'atto fu trattato dal Giappone come una violazione del Protocollo dei Boxer, firmato nel 1900 a seguito della Ribellione dei Boxer. Quattro giorni dopo gli ambasciatori in rappresentanza di otto paesi firmatari del protocollo inviarono un ultimatum al governo Beiyang sotto Duan Qirui. La richiesta era che il governo di Duan avrebbe distrutto tutti gli stabilimenti di difesa dei forti Taku.

## Eventi

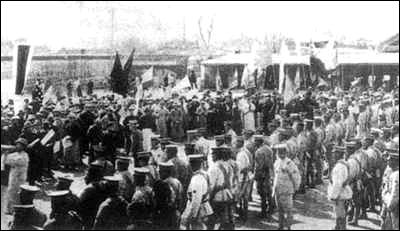
Studenti e soldati fuori dall'ufficio presidenziale di Duan Qirui sull'Iron Lion Hutong, ora Strada Zhang Zizhong il 18 marzo 1926.

Una dimostrazione fu organizzata di fronte alla Porta Tiananmen il 18 marzo. Li Dazhao, il leader dei manifestanti, fece un discorso emotivo. Chiese la fine di tutti i trattati ineguali firmati tra la Cina e le potenze straniere, oltre all'esplosione degli ambasciatori stranieri che avevano emesso l'ultimatum. L'esercito nazionalista, che all'epoca aveva sede a Canton, fu esortato ad affrontare possibili incursioni imperialiste poiché il governo Beiyang non era disposto a farlo.
Una successiva marcia dei manifestanti si concluse in una piazza di fronte al quartier generale del governo Beiyang. Duan Qirui, preoccupato che la situazione si destabilizzasse, ordinò alla polizia militare armata di disperdere i manifestanti. Lo scontro degenerò in violenza, e 47 manifestanti furono uccisi e oltre 200 feriti. Tra coloro che morirono, Liu Hezhen, una studentessa dell'Università Femminile Normale di Pechino. Anche Li Dazhao fu ferito durante il massacro.

## Conseguenze
È stato riportato al tempo che Duan Qirui andò personalmente nella piazza in cui si verificò il massacro e si inginocchiò sul luogo di fronte ai cadaveri dei manifestanti.
Sia gli organizzatori comunisti che quelli nazionalisti dell'evento furono cacciati dopo il massacro. Il signore della guerra Zhang Zuolin ordinò inoltre che molte scuole di Pechino venissero perquisite per cercare libri o periodici affiliati al Kuomintang o al Partito Comunista Cinese. L'enorme pressione pubblica costrinse il governo di Duan ad aprire una riunione di emergenza del parlamento. Fu approvata una risoluzione che chiedeva la punizione dei responsabili del massacro. Nell'aprile 1926 il governo Duan fu rovesciato dal Guominjun.
Numerosi monumenti commemorativi sono stati costruiti dopo l'evento. Alcuni di essi si trovano in prestigiose università come Tsinghua e Pechino.